# Manter
Manter è una città degli Stati Uniti d'America nella contea di Stanton, situato nello Stato del Kansas.